# Boorley Green
Boorley Green – przysiółek w Anglii, w Hampshire. Leży 8,8 km od miasta Southampton, 15,1 km od miasta Winchester i 105,7 km od Londynu. W 2015 miejscowość liczyła 583 mieszkańców.